# 马坡水库
马坡水库是中国广西壮族自治区玉林市境内的一座水库，位于西江流域武思河支流上，建于1977年。水库正常库容为1975万立方米，集雨面积为18平方千米，海拔为212米。